# Зимске олимпијске игре 2034.
Зимске олимпијске игре 2034. , званично познате као XXVI Зимске олимпијске игре или као Солт Лејк Сити – Јута 2034, је предстојећи међународни мулти-спортски догађај који је планиран да се одржи у градској области Солт Лејк Ситија у Јути у Сједињеним Државама, од 10. до 26. фебруара 2034. Кандидат Солт Лејк Сити – Јута је изабран на 142. седници Међународног олимпијског комитета (МОК) у Паризу 24. јула 2024, два дана пре почетка Летњих олимпијских игара 2024 .
Ово ће бити пете Зимске олимпијске игре (и десете укупно) чији ће домаћин бити Сједињене Државе. Солт Лејк Сити је претходно био домаћин 2002. 32 године касније и постаће пети град домаћин више Зимских олимпијских игара, после Санкт Морица ( 1928, 1948 ), Лејк Плесида ( 1932, 1980 ), Инзбрука ( 1964, 1976 ) Ампецо ( 1956, 2026 (са Миланом )). Биће то први домаћин Зимских олимпијских игара у једном граду од 2022. године, пошто ће претходне Зимске олимпијске игре бити домаћини у више градова.

## Избор домаћина
Нови процес надметања МОК-а одобрен је на 134. седници МОК-а 24. јуна 2019. у Лозани, Швајцарска . Кључни предлози, вођени релевантним препорукама из Олимпијске агенде 2020, су:
- Успоставите стални, континуирани дијалог како бисте истражили и створили интересовање међу градовима/регионима/земљама и националним олимпијским комитетима за било који олимпијски догађај.
- Створити две будуће комисије за домаћине (летње и зимске игре) да надгледају интересовање за будуће олимпијске догађаје и извештавају извршни одбор МОК-а.
- Дајте већи утицај седници МОК-а тако што ће чланови одбора који нису извршни бити део будућих комисија домаћина.

МОК је такође модификовао Олимпијску повељу како би повећао њену флексибилност тако што је уклонио датум избора са седам година пре игара и променио домаћина са једног града/региона/земље на више градова, региона или земаља.

### Гласање
Дана 29. новембра 2023. године, према препоруци Комисије за будуће домаћине, Извршни одбор МОК-а позвао је Олимпијски и параолимпијски комитет Сједињених Држава на циљани дијалог, са Солт Лејк Ситијем — Јута је именована за жељеног домаћина и јединог кандидата за 2034. Зимске олимпијске игре.
Током 142. заседања МОК-а у Паризу 24. јула 2024. године, Солт Лејк Сити је изабран за домаћина Зимских олимпијских игара 2034. путем референдума за 95 делегата МОК-а.
| Град                  | Држава           | Гласови |
| --------------------- | ---------------- | ------- |
| Солт Лејк Сити — Јута | Сједињене Државе | 83      |

## Развој и припреме
Зимске олимпијске игре 2002. у Солт Лејк Ситију оставиле су снажно наслеђе, са просторима изграђеним за Игре (као што је Олимпијски парк у Јути ) који су наставили да буду домаћини међународних догађаја и светских првенстава; у периоду 2013–14, Јута је била домаћин 16 зимских спортских догађаја, доприневши 27,3 долара милиона државној привреди. Олимпијски и параолимпијски комитет Сједињених Држава је 2022. године изјавио да је „већ у дијалогу са МОК-ом, још не за одређену годину, али као део њиховог процеса развоја“ о могућности да Солт Лејк Сити буде домаћин будућих Зимских олимпијских игара; Комитет је именовао Солт Лејк Сити за свог жељеног кандидата за будуће Зимске олимпијске игре у САД 2022. године, наводећи своју постојећу инфраструктуру.